# Marcelo de Carvalho
Marcelo de Carvalho, nome d'arte di Marcelo de Carvalho Fragali (São Paulo, 1º agosto 1961), è un conduttore televisivo, produttore televisivo e imprenditore brasiliano.

## Biografia
Nato in una famiglia della classe media da Minas Gerais, Marcelo de Carvalho, all'età di ventidue anni, era uno studente universitario recentemente laureato che lasciò la sua zona, Ingegneria chimica, per specializzarsi nelle vendite, mentre vendeva biancheria intima femminile. Nel 1986, ha lavorato nel dipartimento commerciale di Rede Globo, in particolare nel settore merchandising. Fu durante questo periodo che conobbe Amilcare Dallevo, con il quale creò un sistema telefonico in modo che Rede Globo potesse interagire con il pubblico. Il numero 0900, che ha permesso allo spettatore di votare dall'estremità migliore di un programma alla scelta della migliore scuola di samba nella parata di Carnevale, ha avuto molto successo, essendo stato adottato da molti altri programmi.

### Rede Manchete e RedeTV!
Alla fine degli anni '80, Marcelo e Amilcare Dallevo fondarono una società, per vendere il sistema telefonico ad altri canali.
In 1999, già milionari, hanno acquistato Rede Manchete, un'emittente carioca che era sull'orlo della bancarotta. Nel novembre dello stesso anno, hanno aperto RedeTV!. La società attualmente impiega duemila dipendenti e ha già investito circa 250 milioni di dollari in attrezzature, contratti e studi, diventando un concorrente di Rede Globo.
In 2010, ha iniziato a presentare il programma game show  Mega Password  della sua stazione, RedeTV!. Ha presentato il programma insieme alla sua ex moglie, Luciana Gimenez. Dopo la nascita di suo figlio, Luciana se ne andò e Marcelo iniziò a presentare il programma da solo. Nel 2017 ha diretto il game show O Céu È o Limite, presentato il sabato, ma nel 2018 si è spento.
Con la fine della prima stagione di Mega Password, in 2017, Marcelo doveva presentare un altro game show su RedeTV!: O Céu È o Limite, che consisteva in vari test di domande, risposte e divinazioni. A settembre 2018 termina la stagione di "O Céu È o Limite" e il programma "Mega Password" ritorna in onda il sabato contemporaneamente, anche sotto il comando di Marcelo.